# Raj Bhavan de Calcutta
 (décembre 2017).
Si vous disposez d'ouvrages ou d'articles de référence ou si vous connaissez des sites web de qualité traitant du thème abordé ici, merci de compléter l'article en donnant les références utiles à sa vérifiabilité et en les liant à la section « Notes et références ».
La Raj Bhavan (anciennement Government House) est un monument historique de Kolkata (Inde) qui est aujourd’hui la résidence du Gouverneur du Bengale-Occidental. Construite de 1799 à 1803, durant la période coloniale britannique le monument devient en 1858 le palais du Vice-roi de l'Inde. Depuis 1947 le bâtiment de dimension imposante est la résidence du gouverneur du Bengale occidental.

## Histoire
Lord Wellesley, gouverneur général des possessions britanniques en Inde, et installé à Fort William est à l’origine du projet. Il vient de défaire Tipu Sultan à Seringapatam (1799) et de conquérir de vastes territoires appartenant aux Marathes.  Il estime dans un rapport envoyé au Bureau des directeurs de la Compagnie des Indes orientales à Londres que « L’Inde doit être gouvernée à partir d’un palais et non pas de la boutique d’un marchand de mousseline ou d’indigo ». C'est le rêve impérial qui prend forme.
Dessiné par Charles Wyatt (en), du corps des ingénieurs du Bengale, le palais est construit de 1799 à 1803. D’après la pierre d'angle les travaux commencent le 5 février 1799 et le cout total du projet s’élèvera à deux millions de roupies, une somme colossale à l’époque.  Le palais fut inauguré le 26 janvier 1804 par un banquet réunissant 800 personnes qui fêtaient par la même occasion la signature du traité d’Amiens de 1802. Dans une des larges pièces du palais était exposée, d’après un témoin, un kilim rouge et or, au centre d’un tapis persan, faisant part des ornements du trône de Tipu Sultan, roi du Mysore.
Cent ans plus tard, en 1903, Lord Curzon organisa un ‘bal du centenaire’ où les participants étaient costumés en habits d’époque, lui-même jouant le rôle de Lord Wellesley.
En 1912, lorsque la capitale impériale fut transférée à Delhi, le palais devint la résidence des gouverneurs du Bengale. Après l’indépendance de l'Inde, en 1947, le palais impérial est rebaptisé ‘Raj Bhavan’ et  devient la résidence habituelle des gouverneurs du Bengale-Occidental.

Vue méridionale de Raj Bhavan (photo de c.1870).

## Description
Le vaste corps central est flanqué de quatre ailes rayonnantes de trois étages chacune. Les pièces d’apparat et salles de réception, situées dans le noyau central, sont accessibles de l’extérieur par de larges volées d’escaliers. Les quatre ailes accueillent les différents bureaux et le quartier résidentiel. Chaque aile constitue une ‘maison’ et a son escalier propre. Le tout est ouvert à une ventilation naturelle avec vue sur les jardins. Le palais, couvrant un espace de 7 800 m2, est entouré d’un parc de 11 hectares circonscrit par un mur en balustrade (aujourd’hui relevé d’un grillage avec barbelés...) avec six portails cintrés, l’entrée principale se trouvant au nord. Le dôme en métal est ajouté en 1860. Ascenseur et électricité sont introduits au début du XXe siècle par Lord Curzon.
Raj Bhavan compte une soixantaine de pièces, outre la salle du trône, les salles d’audience ou de banquet, les vérandas, et autres locaux semi-publics. 
- Le corps central du logis comprend trois salons et les salles de banquet et d’audience. Dans la somptueuse salle du trône se trouvent les trônes de Wellesley et de Tipu Sultan, roi de Mysore, avec, aux murs, des portraits du Mahatma Gandhi, B.C. Roy, Subhas Chandra Bose et Jawaharlal Nehru. On y trouve également l’urne ayant contenu les cendres du Mahatma Gandhi.
- La chambre du conseil était celle où se réunissaient les membres de l’exécutif du Gouverneur-Général (et Vice-roi), et par après, son conseil législatif. Aujourd’hui elle est utilisée pour les larges réunions organisées par le gouverneur du Bengale-Occidental. Une salle à manger et salle de billard y sont jointes.
- La sale de marbre est utilisée pour les grandes réceptions d’État et autres rencontres officielles.
- La salle de banquet comprend des rangées de colonnes doriques sur deux côtés, des lustres néo-baroques du XIXe siècle et grandes tables en mahogany.  Elle est utilisée pour les banquets organisés en l’honneur de personnalités de marque.
- L’aile résidentielle comporte quatre suites : la ‘Prince de Gales’ de l’aile nord-occidentale, au premier étage, est réservée aux visiteurs de marque : président, vice-président, premier ministre de l’Inde ou chefs d’État étranger en visite au Bengale. Les autres suites sont appelées ‘Dufferin suite’, ‘Wellesley suite’ et ‘Anderson suite’.

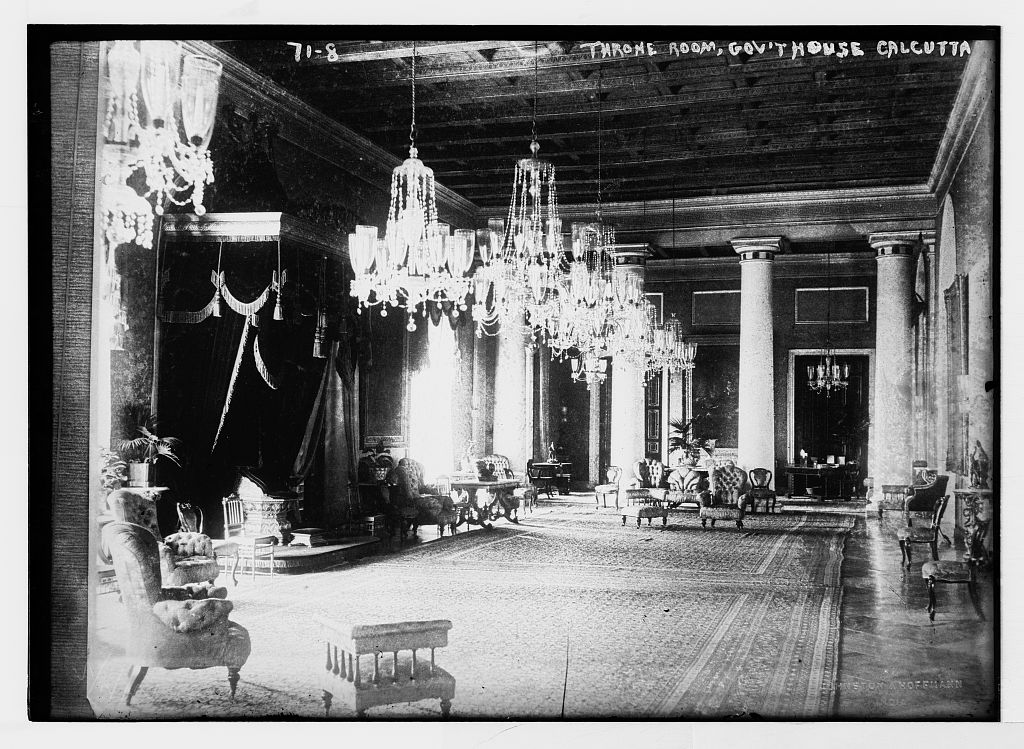
Salle du trône (photo de 1928).

Raj Bhavan n'est pas ouvert aux visites touristiques.